# Nocupétaro (kommun)
Nocupétaro är en kommun i Mexiko.   Den ligger i delstaten Michoacán de Ocampo, i den södra delen av landet, 220 km väster om huvudstaden Mexico City.
Följande samhällen finns i Nocupétaro:
- Nocupétaro
- Las Pilas
- Las Cocinas
- Agua Agria
- Santa Bárbara
- Mariana